# Karl Markut
 Karl Markut (* 26. Juni 1954 in Wolfsberg) ist ein österreichischer Bautechniker und Politiker (ehemals Team Stronach, ehemals SPÖ). Er war von 1997 bis 1999 und 2004 bis 2009 Abgeordneter zum Kärntner Landtag und ist seit 2003 Bürgermeister von Sankt Georgen im Lavanttal. Wegen betrügerischer Krida und Untreue wurde er rechtskräftig verurteilt.

## Ausbildung und Beruf
Karl Markut absolvierte nach der Volks- und Hauptschule eine Lehre als technischer Zeichner und besuchte zudem eine Baufachschule.
Beruflich war Markut als Bautechniker selbständig, gab jedoch seinen Zivilberuf 1996 mit der Wahl in den Kärntner Landtag auf.

## Politik
Markut war zwischen April 1985 und Dezember 1990 Mitglied des Gemeinderates und des Gemeindevorstandes in Sankt Paul im Lavanttal. Nach der Erhebung von Sankt Georgen zu einer eigenen Gemeinde war Markut von Jänner 1991 bis April 1991 Regierungskommissär in Sankt Georgen im Lavanttal und wurde am 12. April 1991 zum Bürgermeister der Gemeinde gewählt. Zwischen dem 3. März 1997 und dem 8. April 1999 vertrat er die SPÖ zum ersten Mal im Kärntner Landtag und war Mitglied in den Ausschüssen Verkehrspolitik und Straßenbau, Land- und Forstwirtschaft, Umweltpolitik und Gemeindepolitik sowie Tourismus und Gewerbe. Am 21. März 2004 wurde er erneut im Landtag als Abgeordneter angelobt. Zudem wurde er an diesem Tag zum Klubobmann des SPÖ-Landtagsklubs gewählt. Nachdem Gabriele Schaunig-Kandut am 30. Oktober 2005 zur SPÖ-Landesparteivorsitzenden gewählt worden war, wurde Markut in der Folge am 23. November 2005 von Peter Kaiser als SPÖ-Klubobmann abgelöst.
Markut, seit 2001 Bezirksparteivorsitzender im Bezirk Wolfsberg, legte im Mai 2008 alle Parteiämter zurück. Er kandidierte nicht erneut für ein Landtagsmandat.
Anfang 2013 wechselte er zum Team Stronach für Kärnten, für das er bei der Kärntner Landtagswahl 2013 als „Team-Manager“ fungierte.
Als Reaktion auf seine Verurteilung trat Markut aus dem Team Stronach aus, lehnt einen Rücktritt als Bürgermeister aber ab.

## Verurteilung wegen Untreue und betrügerischer Krida
Am 4. März 2016 wurde Markut wegen Untreue und betrügerischer Krida zu zwölf Monaten bedingter Haft und einer Geldstrafe (360 Tagessätze zu je 93 Euro) verurteilt. Zusätzlich muss er auch Schadenersatz leisten, wobei Markut im Prozess 95.000 Euro Schaden anerkannte.
Die Staatsanwaltschaft warf Markut vor, als Geschäftsführer von Wigo-Haus in einigen Fällen privat von Kunden Geld verlangt zu haben, damit er ihnen einen Rabatt beim Hausbau gewährt. Auch soll er unberechtigt eine Verzichtserklärung über eine Forderung abgegeben haben. Markut zeigte sich im Laufe des Prozesses geständig und nahm das Urteil an. Auch die Staatsanwaltschaft verzichtete auf eine Berufung. Das Urteil ist somit rechtskräftig.

## Privates
Markut ist verheiratet und Vater von zwei Söhnen und einer Tochter. Er wohnt in Sankt Georgen im Lavanttal.